# Ніязгулово (Абзеліловський район)
Ніязгу́лово (рос. Ниязгулово, башк. Ниязғол) — присілок у складі Абзеліловського району Башкортостану, Росія. Входить до складу Ташбулатовської сільської ради.
Населення — 168 осіб (2010; 186 в 2002).
Національний склад:
- башкири — 96%